# Vestby
Vestby – norweskie miasto i gmina leżąca w regionie Akershus.
Vestby jest 368. norweską gminą pod względem powierzchni.

## Demografia
Według danych z roku 2005 gminę zamieszkuje 12 990 osób. Gęstość zaludnienia wynosi 97,28 os./km². Pod względem zaludnienia Vestby zajmuje 84. miejsce wśród norweskich gmin.
| ludność stan na 1 stycznia 2005 |         |           |        |
|                                 | kobiety | mężczyźni | razem  |
| osób                            | 6484    | 6506      | 12 990 |
| %                               | 49,92%  | 50,08%    | 100%   |

| wykształcenie stan na 1 października 2004 |        |         |        |        |
|                                           | podst. | średnie | wyższe | niezn. |
| osób                                      | 1582   | 5719    | 2442   | 253    |
| %                                         | 15,83% | 57,21%  | 24,43% | 2,53%  |

## Edukacja
Według danych z 1 października 2004:
- liczba szkół podstawowych (norw. grunnskolar): 9
- liczba uczniów szkół podst.: 1808

## Władze gminy
Według danych na rok 2011 administratorem gminy (norw. rådmann) jest Knut Haugestad, natomiast burmistrzem (norw. ordfører, d. borgermester) jest John Arthur Ødbehr.